# Place de l'Hôtel-de-Ville (Tallinn)
La place de l'Hôtel-de-Ville (estonien : Raekoja plats) est la place de l'hôtel de ville de Tallinn en Estonie.

## Présentation
La place de l'Hôtel de ville est le vieux centre de Tallinn, où de nombreuses rues se rejoignent.
La place, qui est bordée de beaux bâtiments médiévaux, a toujours été le centre de la vie sociale, l'endroit le plus fréquenté de la ville avec des étals de marché, des maisons et des piloris.
La place de l'Hôtel de ville était le centre de la ville basse médiévale, les rues les plus anciennes de la vieille ville partent de la place : rue Apteegi, rue Dunkri, rue Kinga, rue Kullassepa, Saiakang, Vanaturu kael, rue Voorimehe ou rue Raekoja.
Traditionnellement, les Journées de la Vieille Ville de Tallinn et les Journées Médiévales ont lieu chaque année en juillet. 
Au cours de l’année la place accueille les cafés en plein air, les foires et les concerts en plein air.
En hiver, la place de l'Hôtel de ville accueille le marché de Noël (et) qui est de plus en plus en populaire.

## Monuments
Les monuments de la place sont:
| N. | Image | Réf.  | N. | Image | Réf.  |
| -- | ----- | ----- | -- | ----- | ----- |
| 1  |       | [ 1 ] | 4  |       |       |
| 5  |       |       | 8  |       |       |
| 10 |       |       | 11 |       | [ 2 ] |
| 12 |       |       | 13 |       |       |
| 14 |       |       | 16 |       |       |
| 17 |       |       |    |       |       |

## Galerie

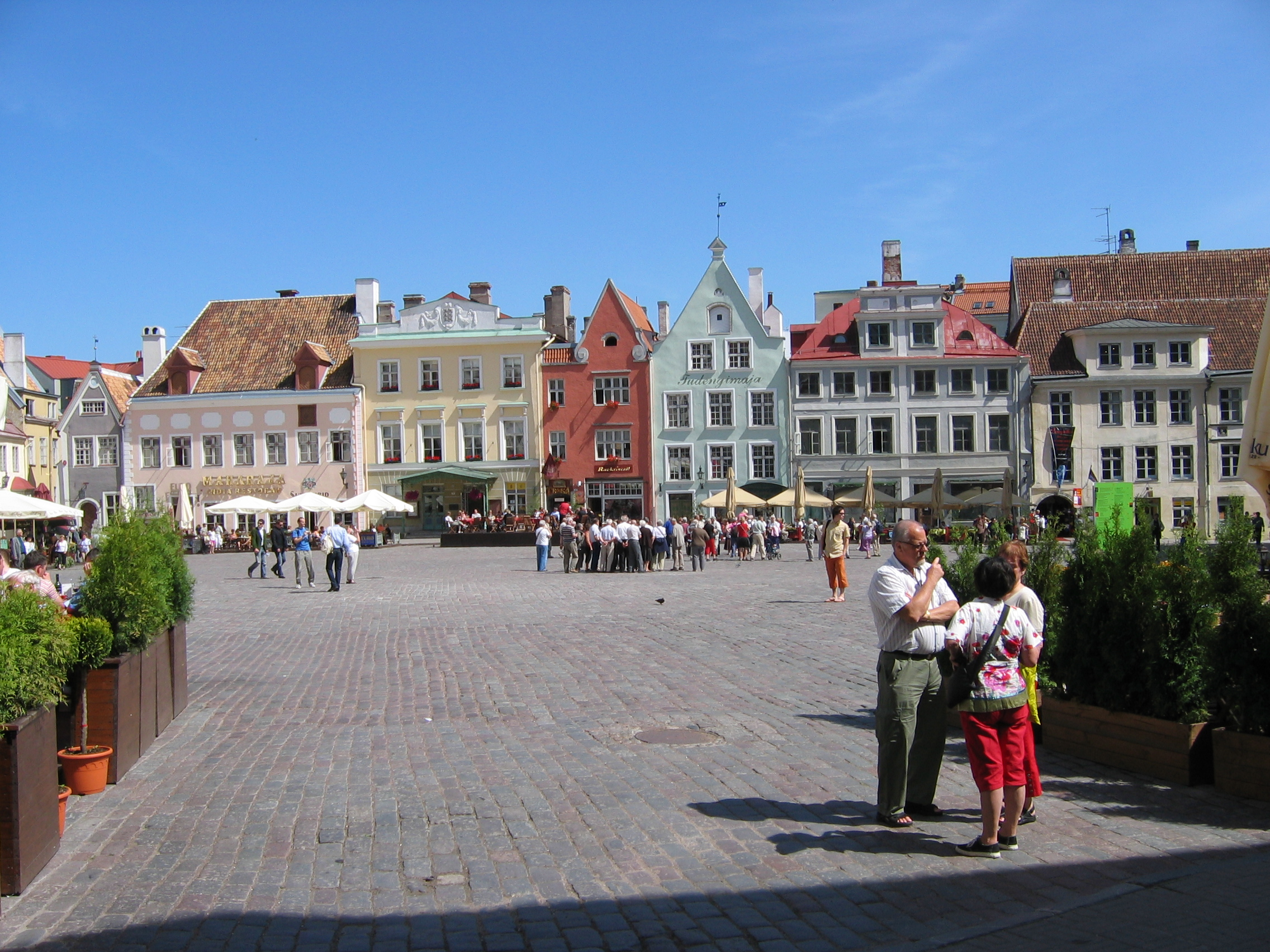
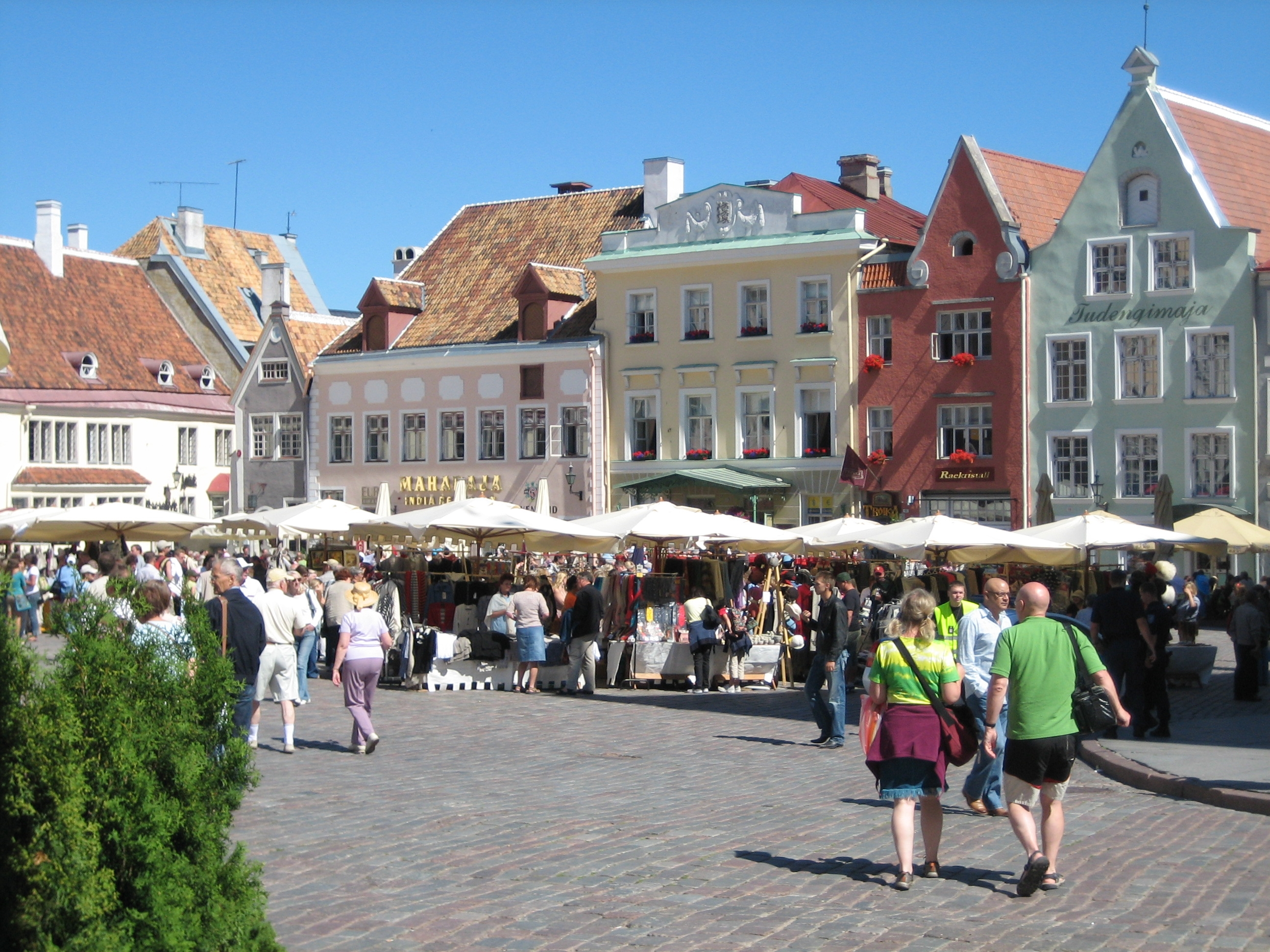
Marché sur la place.
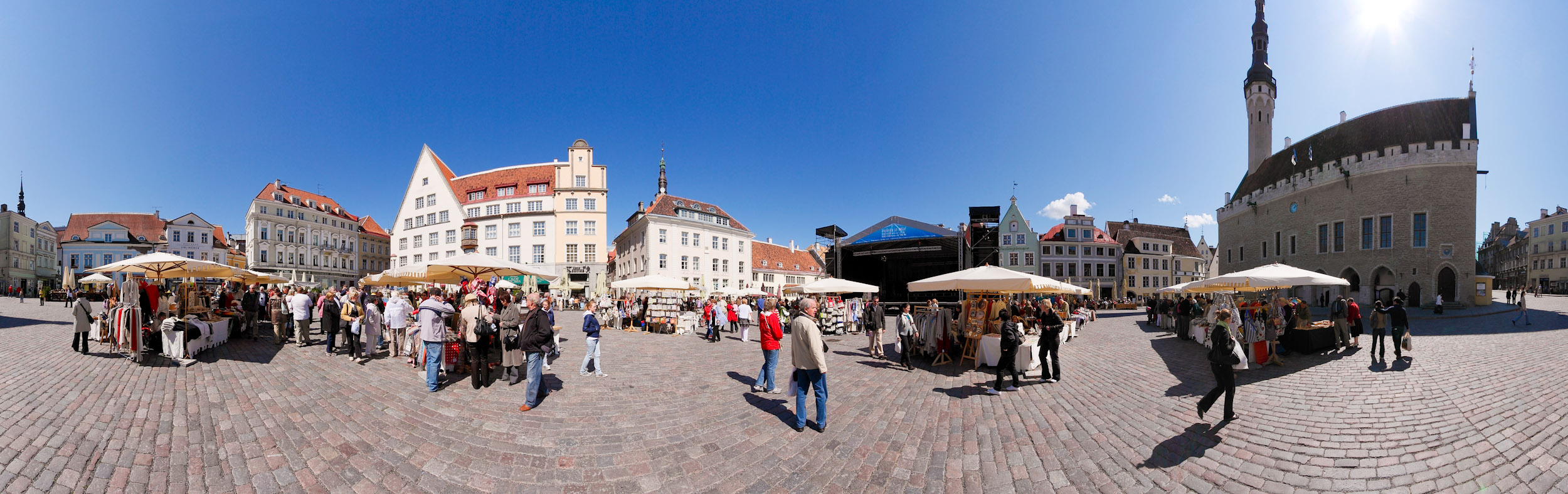